# Jean le Sauvage

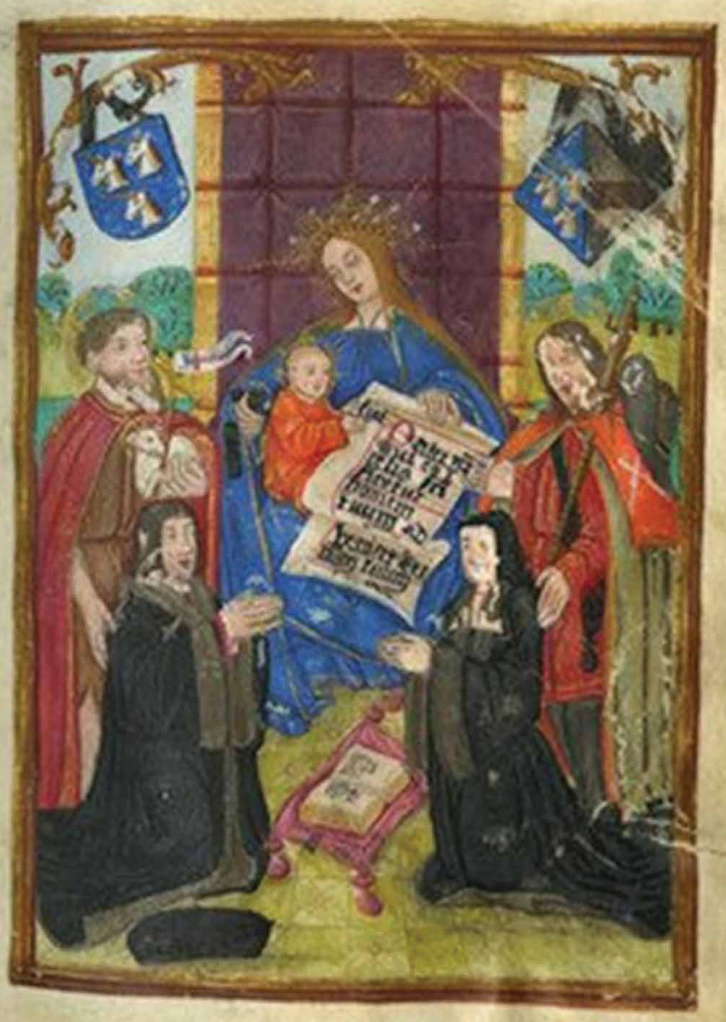

Jean le Sauvage (* 1455 in Brügge; † 1518 in Saragossa) war Berater von Karl dem V., Lordkanzler des Herzogtums Brabant und Eigentümer einer Tapisserie-Manufaktur in Brügge.

## Leben
Seine Tapisserie in Brügge produzierte von 1502 bis 1505 drei Wandteppiche für die l’église de Saint-Anathole, welche heute im Louvre hängen.
Am 4. Mai 1508 wurde Jean le Sauvage namentlich, neben anderen Herrschaften aus Escobecques als Schuldner der Vertragsstrafe im Ehevertrag zur Stellvertreterehe von Erzherzog Karl mit Mary Tudor genannt.
Karl V. ernannte am 5. Januar 1515 – dem Tag, an dem er vorzeitig als Herzog von Burgund für mündig erklärt wurde – seinen Erzieher, Guillaume II. de Croÿ zum leitenden Minister und am folgenden Tag nötigte er die bisherige Regentin Margarete von Österreich zur offiziellen Abdankung. Chièvres führte seitdem gemeinsam mit Adrian von Utrecht, dem späteren Papst Hadrian VI., und Jean de Sauvages die politischen Geschäfte in den „niederen Landen“ von Burgund.
Sauvage beauftragte Erasmus von Rotterdam als Berater des 15-jährigen Karl den V.
Erasmus hatte den Mut zu enthüllen, was sich hinter dem Krieg verbirgt: nicht den Mut und die Größe, sondern Ehrgeiz, Dummheit und Gier. Krieg ist die Geißel der Staaten, das Grab der Justiz Gesetze, welche unter Waffen schweigen.
Er wurde 1515 Kanzler von Burgund und am 17. Januar 1516 Kanzler von Kastilien.
Einerseits wird berichtet, dass nach dem Tod von Jean Sauvage 1518 Mercurino Arborio di Gattinara an den Hof eilte um neuer Berater und Kanzler von Karl V. zu werden. Anderseits soll Jean le Sauvage 1520 und 1525 Botschafter bei Heinrich dem VIII. gewesen sein.